# 井川地区自主運行バス
井川地区自主運行バス（いかわちくじしゅうんこうバス）は、静岡市葵区井川地区で運行している廃止代替バス。静岡市井川地区自主運行バス管理事務所が静鉄タクシーに委託して運行する。

## 経緯
もともとは静岡鉄道と大井川鉄道（いずれも当時の社名）が「静岡井川線」の一部として運行した他、大井川鉄道は井川営業所を設置して井川地区内の運行も行っていた。徐々に採算が悪化して、1990年代後半に大井川鉄道が全面撤退。その後は静岡鉄道（バス部門分社化により2002年（平成14年）よりしずてつジャストライン）が静岡市からの補助金を受けて運行を継続していた。
しかし、狭隘区間があることから大型車両での運行に際して、安全確認を行うため一部区間で車掌乗務が欠かせずに人件費が嵩んでいたことや、登山シーズン以外は乗客が極めて少ないことから慢性的な赤字状態となっていたことに加え、静岡市街を起点としたダイヤのため、井川地区の住民がバスを利用して静岡市街で日中に所用を足すには2泊3日が必要となるなど悪影響が出ていたこと等から、2008年（平成20年）5月31日をもって廃止し、横沢以北でジャンボタクシー車両使用による自主運行路線に再編して運行を開始した。
再編と共に、しずてつジャストラインは、静岡駅・新静岡〜畑薙第一ダム間を夏季登山シーズン・秋季紅葉シーズンのみ静岡市街から直行運行する「南アルプス登山線」とし、静岡行に限り井川駅前で降車のみ取り扱う（井川駅前からの乗車は出来ない）季節運行路線の形態に変更した。
なお、毎日企画サービスが企画・実施する登山バス「毎日あるぺん号」が、夏季登山シーズン限定で竹橋・新宿西口などと畑薙ダムを結んでいる。

## 沿革
- 2008年（平成20年）
  - 1月22日 - 自主運行バスの運行およびしずてつジャストライン静岡井川線の廃止が検討されていることが報じられる[7]。
  - 2月29日 - 井川地区住民向け説明会が静岡市役所井川支所で開催される[8][9]。
  - 4月25日 - 静岡市が、道路運送法（昭和26年法律第183号）・道路運送法施行規則（昭和26年8月18日運輸省令第75号）の規定に基づく 「平成20年度第1回静岡市地域公共交通会議[10][11]」を開催、自主運行バス事業が承認される[9]。
  - 5月29日 - 静岡県道60号南アルプス公園線で発生した土砂崩れの影響により、静岡井川線の井川地区乗り入れは同日をもって事実上終了となる。翌日より新静岡〜富士見峠間の折り返し運行となる。
  - 5月31日 - しずてつジャストライン静岡井川線廃止[12]。
  - 6月1日 - 井川地区自主運行バス（愛称：てしゃまんくん）を井川駅前〜白樺荘間で暫定運行開始[9]。
  - 8月11日 - 井川ダム付近の迂回路の開通により、臨時ダイヤにて横沢〜白樺荘間の全線での運行を開始[13][9]。
  - 11月25日 - 土砂崩れの影響により延期されていた出発式を行う[9][14]。
- 2009年（平成21年）
  - 5月29日 - 「平成21年度第1回静岡市地域公共交通会議」を開催、白樺荘移転に伴い、白樺荘（移転後）までの路線延長が承認される[9]。
  - 7月1日 - 白樺荘（移転後）まで1.2km路線延長。従来の白樺荘（移転前）は廃止。臨時ダイヤでの運行終了[15][9]。
- 2011年（平成23年）
  - 4月1日 - 停留所新設（井川本村の「渡船場」停留所の新設と「大日」停留所の移設）[9]。
  - 12月16日 - 同年9月2日の台風12号による大雨で静岡県道189号三ツ峰落合線の通行止めが続いているため、復旧まで運行ルートを静岡県道27号井川湖御幸線を経由する「上落合～井川駅～白樺荘」に暫定変更[9]。しずてつジャストライン安倍線との接続点は上落合となり、富士見峠停留所は通らなくなる[16]。
- 2014年（平成26年）
  - 4月1日 - 静岡県道189号三ツ峰落合線の復旧に伴い、運行ルートを従来のものに戻す。接続点も横沢に変更[17][9]。
- 2015年（平成27年）
  - 4月1日 - 静岡市立井川小学校の児童および静岡市立井川中学校の生徒が通学のために利用するスクールバスとの統合が図られた[18]。通学利用に係る運賃を無料とするとともに、災害その他やむを得ない理由により、運行区間を臨時に変更できるものとする市条例改正が行われた[19]。停留所新設・名称変更（「南アルプスユネスコエコパーク井川ビジターセンター」停留所を新設 ）[20][21][9]。
  - 12月7日 - 県道三ツ峰落合線が災害復旧工事のため全面通行止めとなったことに伴い起点が上落合となる[9]。
  - 12月26日 - 起点が上落合から横沢に戻る[9][22]。
- 2016年（平成28年）
  - 4月1日 - 井川小中学校一貫校化に伴いバス路線を延伸し「井川小中学校前」を新設し、「井川中学校入口」から「井川小中学校入口」に改称[9][23]。
- 2019年（平成31年）
  - 4月3日 - Cゾーン（井川駅前〜診療所）〜Dゾーン間の運賃が、条例では大人500円と定められていたが、誤って700円と表示されていたことが判明。運行開始以来余分に徴収していた金額は11年間で総額32万円余りであった[24]。

## 運行系統
井川地区朝発・横沢夕方発が設定され、双方から日帰りが可能となった他、昼間時間帯は井川地区内のみの運行も行われる。
- 朝便：小河内→横沢→白樺荘
- 昼便：白樺荘→大日→白樺荘（地区内運行）
- 夕便：白樺荘→横沢→小河内
  - 横沢でしずてつジャストライン安倍線と接続。
  - 一部を除き、井川駅前で大井川鐵道井川線（南アルプスあぷとライン）と接続。

なお、2011年（平成23年）12月16日～2014年（平成26年）3月31日は暫定ルート運行のため、横沢ではなく上落合で安倍線に接続していた。

### 停留所の新設・改廃
井川地区住民の移動手段が主目的であることから、一部ルート変更や停留所の新設・改廃が行われた。登山・観光目的となる畑薙ダムへの運行は廃止された。以下に掲載されていない停留所は変更はなし。
| 旧             | 現行                                         |
| -------------- | -------------------------------------------- |
| 開拓事務所前   | 大日                                         |
| 堂平入口       | （廃止）                                     |
| 井川中学入口   | 井川中学校入口 ※ルート変更を伴う             |
| 井川中学校入口 | 井川小中学校入口                             |
| （新設）       | 井川小中学校前（井川小中学校入口から延伸）   |
| 井川小学校前   | 井川本村（井川小学校前） ※ルート変更を伴う   |
| 井川本村       | 中野（元営業所前） ※ルート変更を伴う         |
| 中野           | （廃止）                                     |
| （新設）       | 診療所 ※ルート変更を伴う                     |
| 北小入口       | 北小跡入口                                   |
| 田代中         | （廃止）                                     |
| 八木尾又       | （廃止）                                     |
| （新設）       | 小河内 ※ルート変更を伴う                     |
| 東河内温泉入口 | （廃止）                                     |
| 白樺荘入口     | （廃止）                                     |
| （新設）       | 白樺荘（※白樺荘の駐車場まで乗り入れる）      |
| 畑薙ロッジ     | （廃止）                                     |
| 畑薙第一ダム   | （廃止 ※南アルプス登山線の終着としては存続） |

## 運賃
4つのゾーンに分けられ運賃が設定される。
- 上落合：Aゾーン
- 大日〜井川少年自然の家：Bゾーン
- 井川駅前〜小河内：Cゾーン
- 白樺荘：Dゾーン
  - ゾーン内相互間：200円
  - Aゾーン〜Bソーン、Bゾーン〜Cゾーン、Cゾーン〜Dゾーン：500円
  - Aゾーン〜Cゾーン：700円
  - Bゾーン〜Dゾーン：1,000円
  - Aゾーン〜Dゾーン：1,200円

中学生未満は通常運賃の半額、小学生未満は無料。乗車時に行先を運転手に申告して料金を運転席左後方の運賃箱に入れる。回数券は100円券・200円券・500円券各11枚綴りが10枚分の金額で車内販売される。
運賃は静岡井川線を参考に設定され、静岡市街間とは乗り換えが必要となったものの、直通時と同等に抑えられている。しずてつジャストラインの乗車券類は使用できない。

## 車両
- 10人乗りトヨタ・ハイエース（乗客は9人まで乗車可能）を充当。満員の場合は乗車できない。このため、地元住民の利用が優先される[9]。
  - 愛称「てしゃまんくん」。地元民話の「力持ち」が由来で、井川中学校の生徒により名付けられた。
- 荷物収納スペースがないため、大きな荷物を持っての乗車はできない。